# 모코토
모코토(Mocotó)는 브라질 요리의 일종으로, 소 발을 두류와 채소와 함께 끓여 만든 요리이다. 이 이름은 킴분두어의 음보코토에서 유래했다.
이 요리는 포르투갈 요리에서도 인기 있는 요리로, 마웅 지 바카 콩 그라웅(mão de vaca com grão)으로 알려져 있다. 포르투갈 변형의 유일한 차이점은 병아리콩이 포함된다는 것이다.
모코토는 원래 앙골라에서 만들어졌으며, 포르투갈인들이 아프리카 남서부 국가를 식민지화하는 동안 받아들여졌다. 브라질은 나중에 이 요리를 채택하고 채소를 추가하여 자신들만의 맛을 가미했다.

## 파생 요리

### 모코토 가우슈
모코토 가우슈 또는 모코토 아 모다 가우샤 (가우슈들 사이에서는 단순히 모코토로 알려져 있다)는 양의 위와 응고된 우유 외에 도브라지냐가 요리의 기본 요소로 추가된다.

## 같이 보기
- 브라질 요리 목록
- 스튜 목록